# Sterculia schliebenii
Sterculia schliebenii är en malvaväxtart som beskrevs av Gottfried Wilhelm Johannes Mildbraed. Sterculia schliebenii ingår i släktet Sterculia och familjen malvaväxter. Inga underarter finns listade i Catalogue of Life.